# Lintingkou
Lintingkou är en köping i Kina. Den ligger i storstadsområdet Tianjin, i den norra delen av landet, omkring 63 kilometer nordost om stadens centrum.